# Irene Mogaka
Irene Kemunto Mogaka (10 gennaio 1985) è un'ex maratoneta keniota.

## Palmarès
| Anno | Manifestazione          | Sede        | Evento   | Risultato | Prestazione | Note |
| ---- | ----------------------- | ----------- | -------- | --------- | ----------- | ---- |
| 2010 | Giochi del Commonwealth | Nuova Delhi | Maratona | Argento   | 2h34'43"    |      |

## Altre competizioni internazionali
2006
- Oro alla Maratona di Bruxelles ( Bruxelles) - 2h42'53"
- 7ª alla Maratona di Mumbai ( Mumbai) - 2h43'06"

2007
- 5ª alla Maratona di Mumbai ( Mumbai) - 2h41'12"
- Oro alla Maratona di Taipei ( Taipei) - 2h48'47"

2008
- 6ª alla Maratona di Toronto ( Toronto) - 2h38'21"
- Argento alla Maratona di Mumbai ( Mumbai) - 2h32'51"

2009
- 5ª alla Maratona di Los Angeles ( Los Angeles) - 2h30'10"
- Bronzo alla Maratona di Mumbai ( Mumbai) - 2h37'28"
- 9ª alla Maratona di Singapore ( Singapore) - 2h42'22"

2010
- Argento alla Maratona di Vienna ( Vienna) - 2h31'28"
- 6ª alla Mezza maratona di Berlino ( Berlino) - 1h11'38"

2011
- Oro alla Maratona di Melbourne ( Melbourne) - 2h35'12"
- 8ª alla Maratona di Mumbai ( Mumbai) - 2h36'56"
- 7ª alla Great North Run ( Newcastle upon Tyne) - 1h11'13"

2012
- 6ª alla Maratona di Osaka ( Osaka) - 2h35'36"
- 15ª alla Mezza maratona di Delhi ( Nuova Delhi) - 1h17'53"

2013
- Bronzo alla Maratona di Sydney ( Sydney) - 2h38'20"
- Bronzo alla Maratona di Barcellona ( Barcellona) - 2h38'46"

2016
- 11ª alla Maratona di Singapore ( Singapore) - 3h03'20"